# Jonathan Liebesman
Jonathan Liebesman (Joanesburgo, África do Sul, 15 de setembro de 1976) é um diretor, roteirista, engenheiro de som, diretor de efeitos especiais, editor e produtor sul-africano.

## Vida pessoal
Nascido em Joanesburgo, África do Sul, estudou produção cinematográfica na AFDA e posteriormente na Tisch School of the Arts estadunidense.
Na Tisch, co-escreveu e dirigiu a curta-metragem de 8 minutos intitulada "Genesis and Catastrophe", conto adaptado de Roald Dahl. O filme foi exibido em diversos festivais ao redor do mundo e foi vencedor como melhor curta-metragem no Festival de Cinema de Austin, bem como Liebesman recebeu o "Hollywood Young Filmmaker Award no Hollywood Film Festival, em 2000.

## Carreira em Hollywood
Em 2002, com 26 anos, dirigiu seu primeiro longa-metragem, "Darkness Falls". Embora o filme tenha recebido comentários negativos, arrecadou mais de 32.500 mil dólares americanos nas bilheterias dos EUA e mais de 15 milhões de dólares em todo mundo. Foi como Melhor Horror/Thriller no Teen Choice Awards em 2003, enquanto a estrela do filme Emma Caulfield recebeu a premiação Face of the Future da Academia de Filmes de Ficção Científica, Fantasia e Horror, no mesmo ano.
Em 2005 Liebesman co-escreveu com Ehren Kruger, "Rings", um curta-metragem de 15 minutos que ocorre logo após, cronologicamente, aos eventos do filme "The Ring", de Koji Suzuki. "Rings" também serviu como prólogo dos eventos de "The Ring Two", onde ofereceu uma transição tão perspicaz entre os dois filmes que recebeu elogios de fãs de ambos os filmes dos longa-metragens.
O sucesso trouxe a atenção de Michael Bay e de sua produtora, a Platinum Dunes, que o contratou para dirigir "The Texas Chainsaw Massacre: The Beginning". O filme estreou nos cinemas dos EUA em 6 de outubro de 2006, e provou ser outro sucesso de bilheteria para Liebesman. Em 31 de dezembro de 2006 o filme já havia arrecadado cerca de 50 milhões de dólares em todo mundo, incluindo 39.500 mil dólares nos EUA.
No início de 2007, foi anunciado como diretor da refilmagem de "Sexta-Feira 13" , porém Marcus Nispel, diretor de "The Texas Chainsaw Massacre" o substituiu em novembro de 2007.
Em 2008 dirigiu seu terceiro longa-metragem intitulado "The Killing Room", um thriller político estrelado por  Chloë Sevigny, Nick Cannon, Timothy Hutton e Peter Stormare, onde quatro pessoas descobrem-se num estudo psicológico do governo. O filme estreou como não-competidor no programa Sundance Festival em janeiro de 2009.
Em novembro de 2008, a Columbia Pictures anunciou Liebesman como diretor do filme de ficção científica "Battle: Los Angeles". Custando cerca de US$ 70 milhões, o filme usava como base a história escrita por Chris Bertolini, onde um pelotão da Marinha batalhava contra uma invasão alienígena nas ruas de Los Angeles. The film opened at no. 1 at the US box office on March 11, 2011, and earned over $80m at the US box office, and over $200m globally. Arrecadou mais de US$ 83 milhões nas bilheterias dos EUA e mais de US$ 200 milhões mundialmente.
Em 2009 foi anunciado como diretor do novo filme de Warner Brothers, nomeado "Odysseus", baseado na obra "Odisseia" de Homero.
Já em junho de 2010, foi nomeado como diretor da continuação de "Clash of the Titans", intitulado "Wrath of the Titans", lançado em 30 de março de 2012 e estrelado por Sam Worthington, Ralph Fiennes e Liam Neeson.
Em julho de 2011, foi anunciada a colaboração de Liebesman na Warner Brothers, num futuro filme biográfico sobre o imperador Júlio César.
Em fevereiro de 2012, foi chamado para dirigir a refilmagem de "Teenage Mutant Ninja Turtles". As filmagens começaram em março de 
de 2013, em Tupper Lake, New York, tendo data de lançamento prevista para o segundo semestre de 2014.

## Filmografia
| Ano  | Título                                     | Notas                              |
| ---- | ------------------------------------------ | ---------------------------------- |
| 2000 | Genesis and Catastrophe                    | Curta-metragem                     |
| 2003 | Darkness Falls                             |                                    |
| 2005 | Rings                                      | Curta-metragem                     |
| 2006 | The Texas Chainsaw Massacre: The Beginning |                                    |
| 2009 | The Killing Room                           |                                    |
| 2011 | Battle: Los Angeles                        |                                    |
| 2012 | Wrath of the Titans                        | Continuação de Clash of the Titans |
| 2014 | Teenage Mutant Ninja Turtles               |                                    |

## Ligações Externas
- Jonathan Liebesman no AdoroCinema
- Jonathan Liebesman. no IMDb.